# Герхард фон Дист
Герхард фон Дист (на нидерландски: Gerhard van Diest; на немски: Gerhard von Diest; † сл. 1193) е благородник от род фон Дист от белгийската провинция Фламандски Брабант. Фамилията му не е роднина с живеещите още от „род Дист“ във Вестфалия.

## Произход
Той е син на Арнолд II фон Дист († 1163), губернатор на Брабант, и съпругата му Хелвига ван Гримберген († сл. 1163). Брат е на Арнолд III ван Дист († сл. 1193), който е баща на Арнолд IV фон Дист († сл. 1230). Сестра му Мари ван Дист е омъжена за Гонтарус ван Гхоор-Корсварем-Берло († сл. 1177).
Роднина е на Йохан фон Дист, епископ на Любек (1254 – 1259), Еверхард фон Дист († 1301), княжески епископ на Мюнстер (1275 – 1301).

## Деца
Герхард фон Дист има двама сина:
- Конрад фон Дист († сл. 1216), господар на Мюленарк, женен за дъщеря на граф Херман фон Зафенберг († 1172) и фон Мюленарк († сл. 1154); има един син:
  - Херман фон Мюленарк, Кастелан фон Томбург († сл. 1238)
- Лудвиг фон Дист, господар на Сурлет (* ок. 1170), има един син
  - Рогиер фон Дист (* ок. 1193), баща на
    - Ода фон Дист (* ок. 1216), омъжена ок. 1238 г. за Гиом I де Дамартин-Вароукс (* ок. 1215)